# Туокслахти
Ту́окслахти (фин. Tuokslahti) — посёлок на западном берегу озера Хюмпёлянъярви, в Сортавальском районе Республики Карелия, административно относящийся к Хаапалампинскому сельскому поселению.

## Общие сведения
Расположен на западном берегу озера Хюмпёлянъярви, на берегу реки Китенйоки.
В переводе с финского языка Туокслахти означает «Благоухающий залив».

## Население
| 2002 | 2009 | 2010 | 2013 |
| ---- | ---- | ---- | ---- |
| 131  | ↗136 | ↘121 | ↗126 |

## Достопримечательности
- Архитектурный ансамбль Совхозной площади
- На реке Китенйоки, возле моста, находятся развалины старой финской плотины.

## Улицы Туокслахти
- ул. Вокзальная
- ул. Мира
- ул. Полевая
- ул. Совхозная
- пл. Совхозная
- ст. Туокслахти
- ул. Туоксьярви
- ул. Центральная

## Галерея
- Туослахти